# Xanthophytum calycinum
Xanthophytum calycinum är en måreväxtart som först beskrevs av Asa Gray, och fick sitt nu gällande namn av George Bentham, Joseph Dalton Hooker och Emmanuel Drake del Castillo. Xanthophytum calycinum ingår i släktet Xanthophytum och familjen måreväxter. Inga underarter finns listade i Catalogue of Life.